# Saccogynidium australe
Saccogynidium australe är en bladmossart som först beskrevs av William Mitten, och fick sitt nu gällande namn av Riclef Grolle. Saccogynidium australe ingår i släktet Saccogynidium och familjen Geocalycaceae. Inga underarter finns listade i Catalogue of Life.